# Шентоп, Мустафа
Мустафа Шентоп (тур. Mustafa Şentop; род. 6 августа 1968, Текирдаг) — турецкий политик.

## Биография
Мустафа Шентоп родился 6 августа 1968 года в Текирдаге.
Окончил юридический факультет Стамбульского университета, затем получил степени магистра и доктората в университете Мармара.
С 1993 года преподавал на юридическом факультете университета Мармара. В 2002 году Шентоп получил степень доктора, в 2005 — доцента и в 2011 году — звание профессора. Также Шентоп читал лекции в университетах Фатих, Мальтепе, Ышик, Догуш и Стамбульском торговом университете.
В 2011 году Мустафа Шентоп был избран членом Великого национального собрания от партии справедливости и развития. На четвёртом конгрессе партии, проходившем 30 сентября 2012 года, Шентоп был избран членом ЦИК партии и получил должность заместителя председателя, ответственного за избирательную кампанию. На пятом конгрессе, проходившем 30 сентября 2015 года, Шентоп не был переизбран. В июне 2015 года был переизбран в парламент.
24 февраля 2019 года был избран спикером Великого национального собрания Турции.

### Личная жизнь
Женат, четверо детей.

## Награды
- Орден «За большую любовь к независимому Туркменистану» (19 ноября 2022 года, Туркменистан) — за большие успехи в развитии политических, экономических и культурных отношений между Туркменистаном и Турецкой Республикой, а также учитывая заслуги в укреплении братских и дружественных связей между туркменским и турецким народами[6].